# Яковлева, Евдокия Ивановна
Евдокия Ивановна Яковлева (10 марта 1924, Забайкальский край — 30 декабря 2005) — телятница колхоза памяти И. В. Сталина, Петровск-Забайкальского района Читинской области.

## Биография
Родилась 10 марта 1924 года в селе Харауз, Петровск-Забайкальского района Забайкальского края, в крестьянской семье. Русская. Окончила школу-семилетку. Работала в колхозе «Памяти Сталина», позднее переименованного в колхоз «Сибирь». С 1940 года на свиноферме, с 1951 года в профилактории молочной фермы.
По инициативе председателя колхоза в хозяйстве стал внедряться метод выращивания телят в холодных условиях. Новое дело поручили Евдокии Яковлевой. Телята постепенно перестали болеть, чахнуть, а наоборот окрепли, быстро прибавляли в весе, падёж прекратился. Холодный метод выращивания первым в области был освоен именно в Хараузе и оправдал себя полностью. У Яковлевой появилось много последователей, на базе профилактория была основана областная школа передового опыта. Она вместе с помощницами выращивала по 250—400 телят, добивалась их полной сохранности, ежедневные привесы на одну голову доходили до 800—900 граммов.
Указом Президиума Верховного Совета СССР от 7 марта 1960 года в ознаменование 50-летия Международного женского дня, за выдающиеся достижения в труде и особо плодотворную общественную деятельность Яковлевой Евдокии Ивановне присвоено звание Героя Социалистического Труда с вручением ордена Ленина и золотой медали «Серп и Молот».
Продолжала работать в колхозе до выхода на пенсию. Жила в селе Харауз. Умерла 30 декабря 2005 года.

## Награды
Награждена орденом Ленина. Почётный гражданин Читинской области.